# Francisco Mera (futbolista)
Francisco Javier Mera Herrera (n. Tulcán, Ecuador; 6 de junio de 1992) es un futbolista ecuatoriano. Juega como lateral derecho o volante de contención y su equipo actual es Vinotinto Ecuador de la Serie A de Ecuador.

## Estilo de juego
Francisco Pancho Mera se desempeña como lateral con gran cobertura y recuperación de balón, se adapta a varias posiciones dentro del campo de juego. Jugador polifuncional y de buen pie que asiste al compañero mejor ubicado. Gran ejecutador de tiros libres.

## Estadísticas

### Clubes
Actualizado al último partido disputado el 30 de junio de 2025.
| Año           | Club                  | Categoría / Torneo | Goles | Partidos |
| ------------- | --------------------- | ------------------ | ----- | -------- |
| 2009          | Imbabura S. C.        | Serie B            | 0     | 4        |
| 2010          | Imbabura S. C.        | Serie B            | 5     | 43       |
| 2011          | Imbabura S. C.        | Serie A            | 3     | 30       |
| 2012          | Imbabura S. C.        | Serie B            | 5     | 38       |
| 2013          | Imbabura S. C.        | Serie B            | 9     | 41       |
| 2014          | Técnico Universitario | Serie B            | 11    | 40       |
| 2015          | Imbabura S. C.        | Serie B            | 6     | 35       |
| 2016          | Imbabura S. C.        | Serie B            | 2     | 26       |
| 2017          | Delfín S. C.          | Serie A            | 3     | 34       |
| 2018          | Delfín S. C.          | Serie A            | 4     | 29       |
| 2018          | Delfín S. C.          | Copa Libertadores  | 0     | 5        |
| 2019          | Delfín S. C.          | Serie A            | 0     | 29       |
| 2019          | Delfín S. C.          | Copa Ecuador       | 0     | 6        |
| 2019          | Delfín S. C.          | Copa Libertadores  | 0     | 2        |
| 2020          | Delfín S. C.          | Serie A            | 1     | 7        |
| 2020          | Delfín S. C.          | Supercopa          | 0     | 1        |
| 2020          | Delfín S. C.          | Copa Libertadores  | 0     | 2        |
| 2021          | Delfín S. C.          | Serie A            | 0     | 1        |
| 2021          | Deportivo Cuenca      | Serie A            | 3     | 14       |
| 2022          | Deportivo Cuenca      | Serie A            | 1     | 27       |
| 2022          | Deportivo Cuenca      | Copa Ecuador       | 0     | 1        |
| 2023          | Deportivo Cuenca      | Serie A            | 1     | 28       |
| 2024          | Deportivo Cuenca      | Serie A            | 0     | 14       |
| 2024          | Deportivo Cuenca      | Copa Sudamericana  | 0     | 1        |
| 2024          | Deportivo Cuenca      | Copa Ecuador       | 0     | 2        |
| 2025          | Vinotinto Ecuador     | Serie A            | 4     | 17       |
| Total carrera | Total carrera         | Total carrera      | 58    | 477      |

## Palmarés
| Título             | Club         | País    | Año  |
| ------------------ | ------------ | ------- | ---- |
| Serie A de Ecuador | Delfín S. C. | Ecuador | 2019 |